# Gare de Trentels-Ladignac
Gare de Trentels-Ladignac vasútállomás Franciaországban, Trentels településen.

## Vasútvonalak
Az állomást az alábbi vasútvonalak érintik:
- Niversac-Agen-vasútvonal

## Kapcsolódó állomások
A vasútállomáshoz az alábbi állomások vannak a legközelebb:
- Gare de Monsempron-Libos
- Gare de Penne